# George Jones (periodista)
George Jones (Poultney, 16 de agosto de 1811 - 11 de agosto de 1891) fue un periodista estadounidense que, junto a Henry Jarvis Raymond, cofundó en 1851 el New York Daily Times, ahora el The New York Times.

## Biografía
Jones nació en 1811 en Poultney, Vermont y se mudó a Granville, Ohio por un tiempo. Se mudó a Vermont después de que sus padres murieron. Jones fue empleado en el Northern Spectator.
Para 1833, se había mudado a Troya, trabajando en productos secos, y más tarde en la banca. Después de pasar unos años en el área que luego se convertiría en la ciudad de Nueva York, se mudó y se convirtió en banquero en Albany, Nueva York. En Troy, el 26 de octubre de 1826, se casó con Sarah Maris Gilbert, hija de Benjamin J. Gilbert, el principal comerciante en la época de Troy. Tuvieron cuatro hijos, Emma, Elizabeth, Mary y su único hijo, Gilbert.
Él y Raymond publicaron el primer número del New-York Daily Times el 18 de septiembre de 1851. Los dos se conocieron por primera vez mientras trabajaban en el New York Tribune con Horace Greeley. Jones solicitó fondos para comenzar el periódico, ganando contribuciones de inversionistas en Albany y Aurora, incluido Edwin B. Morgan, además de aportar $ 25,000 de su parte y otros $ 25,000 de su exsocio bancario Edward Wesley. El periódico comenzó a publicarse como el New York Times el 14 de septiembre de 1857.
Tras la muerte de Raymond en junio de 1869, Jones asumió el cargo de editor.  Entre 1870-71, el periódico había estado atacando repetidamente a Boss Tweed mediante editoriales de George William Curtis e ilustraciones de Thomas Nast. Tweed intentó comprar el 34% de la viuda de Raymond, pero Morgan lo compró antes de que pudiera. Tweed también le ofreció a Jones $ 5 millones para no imprimir la historia, Jones se negó. Los esfuerzos del Times contribuyeron a la caída de Tweed y su gobierno corrupto de la ciudad.

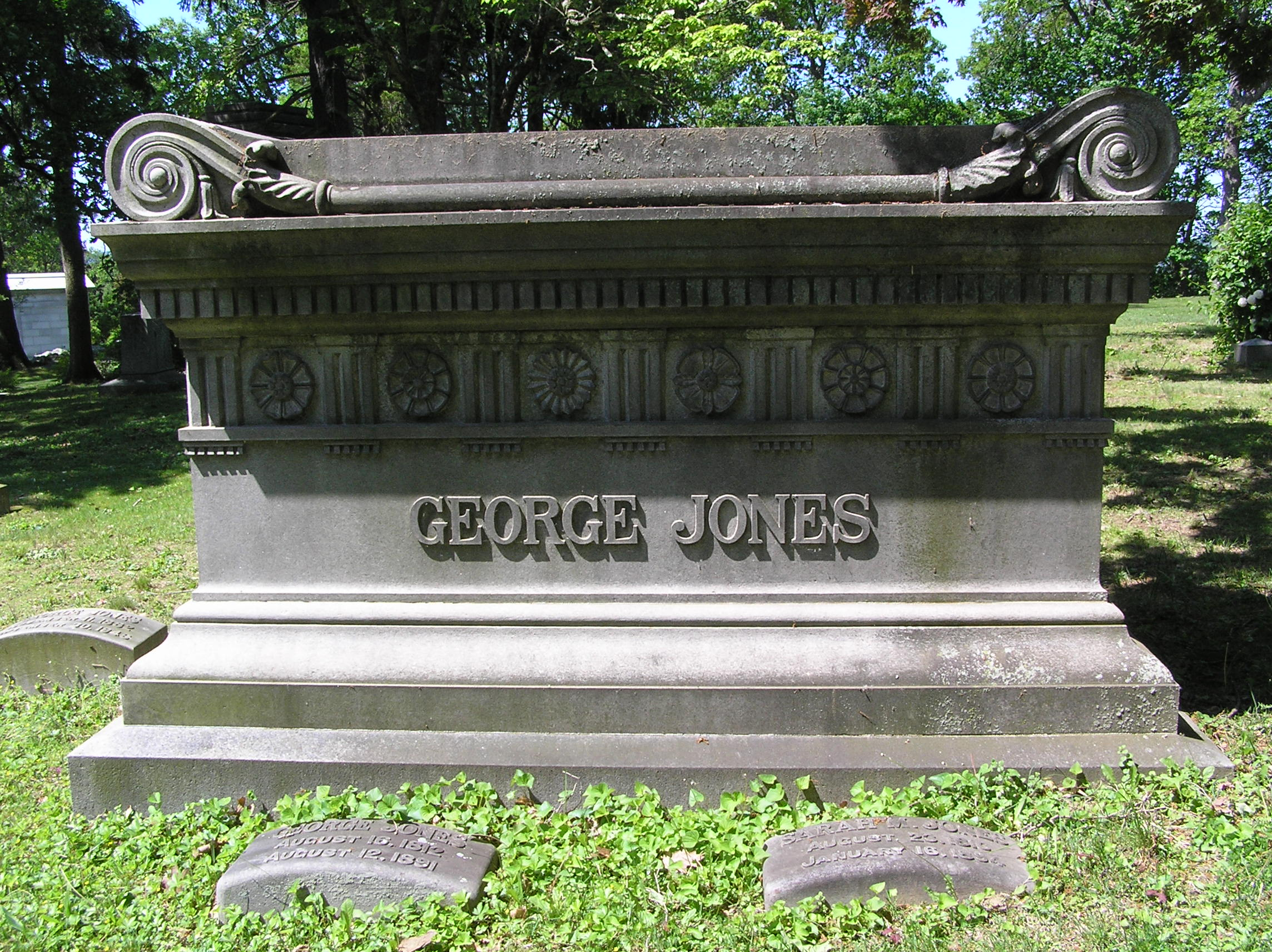
Tumba de George Jones